# 十三號星期五 (電視劇)
《13號星期五》（英語：Friday the 13th: The Series）是一部美國的電視劇，總共製作了三季，從1987年9月28日開播，至1990年5月26日結束。
敘述女主角蜜姬與表弟萊恩，從過世的叔叔那裡繼承了一間古董店，對於古董生意毫無概念的他們，隨即賣掉了店內不少古董，直到一位自稱是他們叔叔的朋友，傑克出現。傑克告知表姐弟倆關於店內古董被詛咒的事情，也因此揭開他們找尋這些古董的歷險......。
台灣的台灣電視公司曾於1990年3月13日至1991年8月14日之間，每週二晚間11點30分至12點30分的深夜時段播出。

## 產品
台灣的協和影視曾發行錄影帶，但並非收錄完整的一季，而是其中的某幾集。其中包含萊恩離開古董店，新男主角強尼加入的第三季第一集。
美國於2008年九月發行第一季DVD，第二季DVD預計於2009年發行。